# Faktor V
Faktor V (5) är ett protein som är viktigt för blodkoagulationen. Brist kan orsaka blödarsjuka. Faktor V aktiveras av trombin och aktiverad faktor V spjälkar tillsammans med faktor X och kalcium protrombin (faktor II) till trombin. Protein C bryter ner faktor V och som därmed hämmar hela koagulationen. 